# Tim Quarterman
Tim Quarterman, né le 27 octobre 1994 à Savannah, Géorgie, est un joueur américain de basket-ball. Il évolue aux postes de meneur d'arrière.

## Biographie

### Carrière universitaire
Il passe ses quatre années universitaires à l'université d'État de Louisiane où il joue pour les Tigers.
Le 29 mars 2016, il annonce sa candidature à la draft 2016 de la NBA.

### Carrière professionnelle
Le 23 juin 2016, lors de la draft 2016 de la NBA, automatiquement éligible, il n'est pas sélectionné. Il participe à la NBA Summer League 2016 avec les Hornets de Charlotte. Le 25 juillet 2016, il signe avec les Trail Blazers de Portland.

## Statistiques

### Universitaires
Les statistiques en matchs universitaires de Tim Quarterman sont les suivantes :
| Saison    | Équipe | Matchs | Titul. | Min./m | % Tir | % 3pts | % LF | Rbds/m. | Pass/m. | Int/m. | Ctr/m. | Pts/m. |
| --------- | ------ | ------ | ------ | ------ | ----- | ------ | ---- | ------- | ------- | ------ | ------ | ------ |
| 2013-2014 | LSU    | 33     | 3      | 12,3   | 26,4  | 20,8   | 54,8 | 1,85    | 1,48    | 0,73   | 0,24   | 2,52   |
| 2014-2015 | LSU    | 33     | 14     | 33,6   | 42,7  | 31,2   | 71,8 | 5,24    | 4,03    | 1,42   | 0,58   | 11,48  |
| 2015-2016 | LSU    | 33     | 27     | 28,8   | 41,5  | 34,3   | 63,2 | 4,64    | 3,64    | 0,97   | 0,39   | 11,15  |
| Total     |        | 99     | 44     | 24,9   | 39,7  | 31,0   | 66,0 | 3,91    | 3,05    | 1,04   | 0,40   | 8,38   |